# Campeonato de Estados Unidos de Ciclismo en Ruta
El Campeonato de Estados Unidos de fondo en carretera es la carrera anual organizada para la otorgar el título de campeón de Estados Unidos. El ganador tiene derecho a portar durante un año, el maillot con los colores de la bandera de Estados Unidos, en cualquier prueba en Ruta. 
Este campeonato se disputa desde 1985 ininterrumpidamente. Tradicionalmente siempre se disputaba durante una carrera en Filadelfia (Pensilvania). Esa competición (denominada International Championship) fue una carrera abierta a corredores de cualquier nacionalidad, con lo cual, el campeón de Estados Unidos era el primer corredor estadounidense en llegar a meta. 
A partir de 2006 el Campeonato de Estados Unidos, pasó a ser como el resto de campeonatos nacionales, es decir, solo para ciclistas del país y se disputa en Greenville (Carolina del Sur).

## Palmarés

### Competiciones masculinas

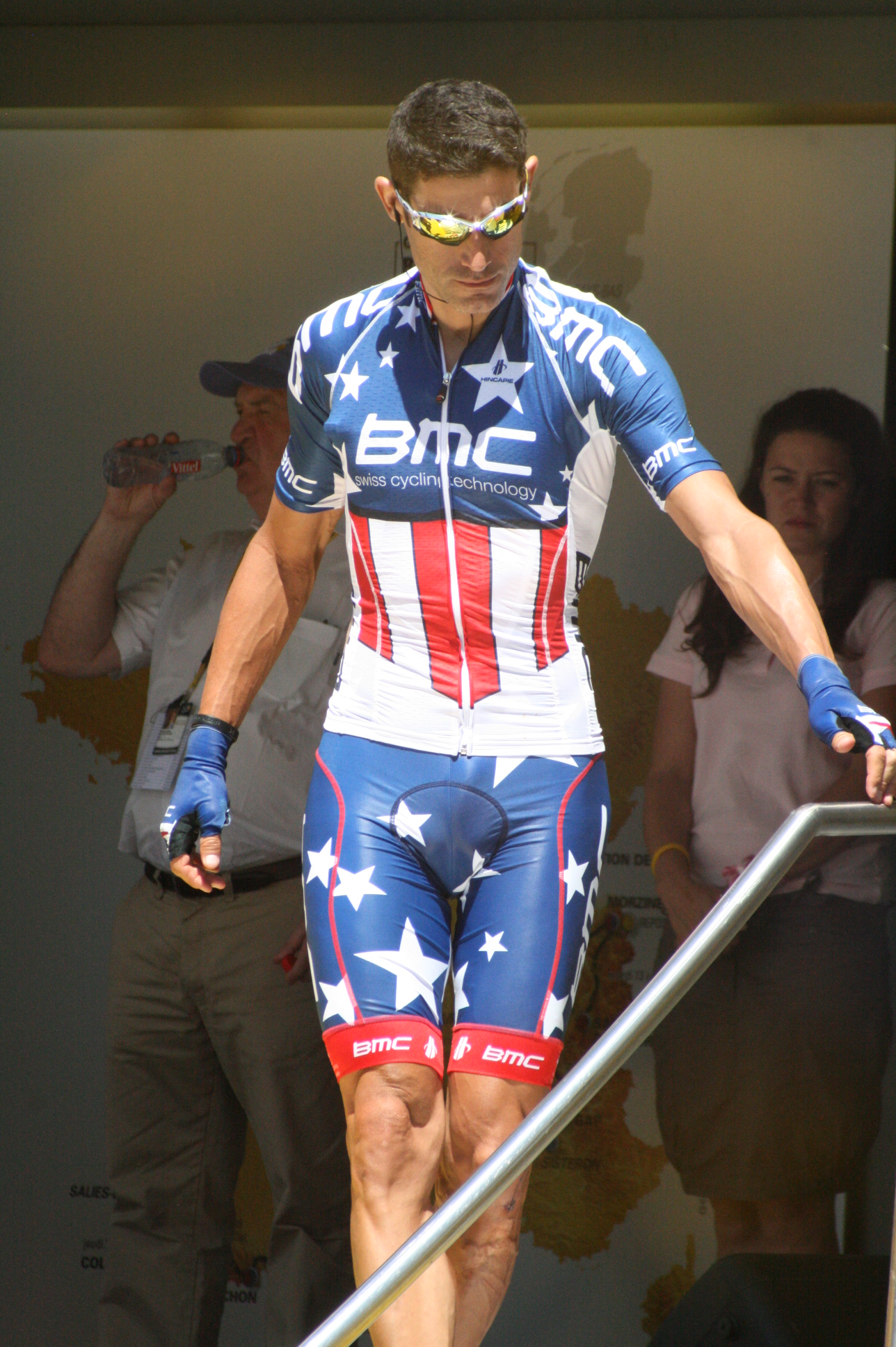
Hincapie con el maillot de campeón.

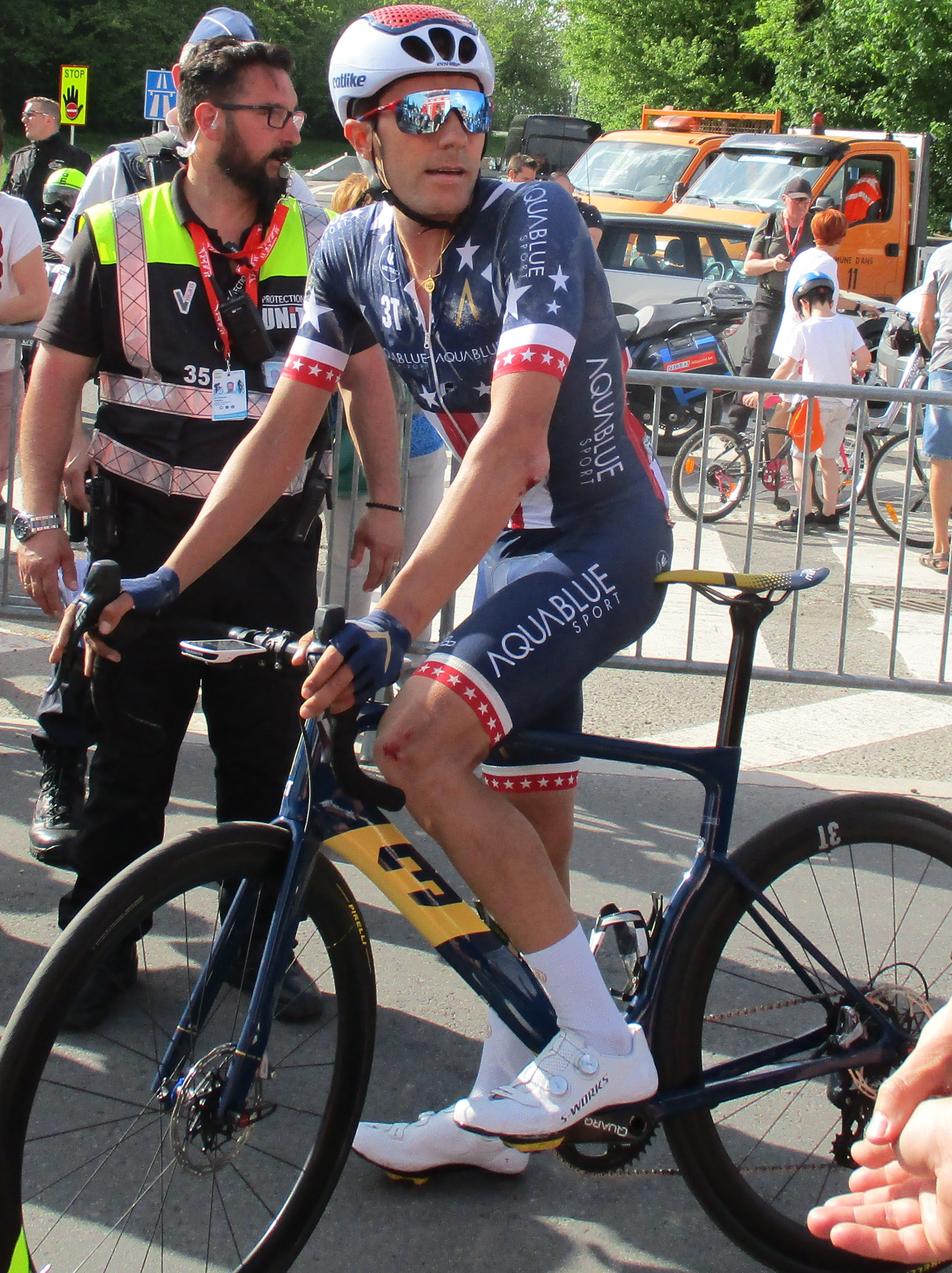
Larry Warbasse campeón en 2017.

| Año  | Ganador         | Segundo          | Tercero            | Ganador del International Championship |
| ---- | --------------- | ---------------- | ------------------ | -------------------------------------- |
| 1985 | Eric Heiden     | Tom Broznowski   | Tom Schuler        | Eric Heiden                            |
| 1986 | Thomas Prehn    | Douglas Shapiro  | Thurlow Rogers     | Thomas Prehn                           |
| 1987 | Tom Schuler     | Roy Knickman     | Gary Fornes        | Tom Schuler                            |
| 1988 | Ron Kiefel      | Douglas Shapiro  | Karl Maxon         | Robert Gaggioli                        |
| 1989 | Greg Oravetz    | Michael Engleman | Alexi Grewal       | Greg Oravetz                           |
| 1990 | Kurt Stockton   | Andy Bishop      | Kenny Adams        | Paolo Cimini                           |
| 1991 | Davis Phinney   | Kurt Stockton    | Greg Oravetz       | Michel Zanoli                          |
| 1992 | Bart Bowen      | Andy Bishop      | Jamie Paolinetti   | Bart Bowen                             |
| 1993 | Lance Armstrong | Scott McKinley   | Jamie Paolinetti   | Lance Armstrong                        |
| 1994 | Steve Hegg      | Scott Fortner    | Michael Engleman   | Sean Yates                             |
| 1995 | Norman Alvis    | Clark Sheehan    | Lance Armstrong    | Norman Alvis                           |
| 1996 | Eddy Gragus     | Fred Rodríguez   | Chris Horner       | Eddy Gragus                            |
| 1997 | Bart Bowen      | Frank McCormack  | Jonathan Vaughters | Massimiliano Lelli                     |
| 1998 | George Hincapie | Frank McCormack  | Mark McCormack     | George Hincapie                        |
| 1999 | Marty Jemison   | Fred Rodríguez   | Anton Villatoro    | Jakob Piil                             |
| 2000 | Fred Rodríguez  | George Hincapie  | John Lieswyn       | Henk Vogels                            |
| 2001 | Fred Rodríguez  | Trent Klasna     | George Hincapie    | Fred Rodríguez                         |
| 2002 | Chann McRae     | Danny Pate       | George Hincapie    | Mark Walters                           |
| 2003 | Mark McCormack  | Kevin Monahan    | David Clinger      | Stefano Zanini                         |
| 2004 | Fred Rodríguez  | Kirk O'Bee       | Russell Hamby      | Francisco José Ventoso                 |
| 2005 | Chris Wherry    | Danny Pate       | Chris Horner       | Chris Wherry                           |
| 2006 | George Hincapie | Levi Leipheimer  | Danny Pate         | -                                      |
| 2007 | Levi Leipheimer | George Hincapie  | Neil Shirley       | -                                      |
| 2008 | Tyler Hamilton  | Blake Caldwell   | Danny Pate         | -                                      |
| 2009 | George Hincapie | Andrew Bajadali  | Jeff Louder        | -                                      |
| 2010 | Benjamin King   | Alex Candelario  | Kiel Reijnen       | -                                      |
| 2011 | Matthew Busche  | George Hincapie  | Ted King           | -                                      |
| 2012 | Timothy Duggan  | Frank Pipp       | Kiel Reijnen       | -                                      |
| 2013 | Fred Rodríguez  | Brent Bookwalter | Kiel Reijnen       | -                                      |
| 2014 | Eric Marcotte   | Travis McCabe    | Alex Howes         | -                                      |
| 2015 | Matthew Busche  | Joe Dombrowski   | Kiel Reijnen       | -                                      |
| 2016 | Gregory Daniel  | Alex Howes       | Travis McCabe      | -                                      |
| 2017 | Larry Warbasse  | Neilson Powless  | Alexey Vermeulen   | -                                      |
| 2018 | Jonathan Brown  | Robin Carpenter  | Jacob Rathe        | -                                      |
| 2019 | Alex Howes      | Stephen Bassett  | Neilson Powless    | -                                      |
| 2020 | No celebrado    | No celebrado     | No celebrado       | No celebrado                           |
| 2021 | Joey Rosskopf   | Brent Bookwalter | Kyle Murphy        | -                                      |
| 2022 | Kyle Murphy     | Tyler Stites     | Magnus Sheffield   | -                                      |
| 2023 | Quinn Simmons   | Tyler Williams   | Tyler Stites       | -                                      |
| 2024 | Sean Quinn      | Brandon McNulty  | Neilson Powless    | -                                      |
| 2025 | Quinn Simmons   | Evan Boyle       | Gavin Hlady        | -                                      |

### Competiciones femeninas

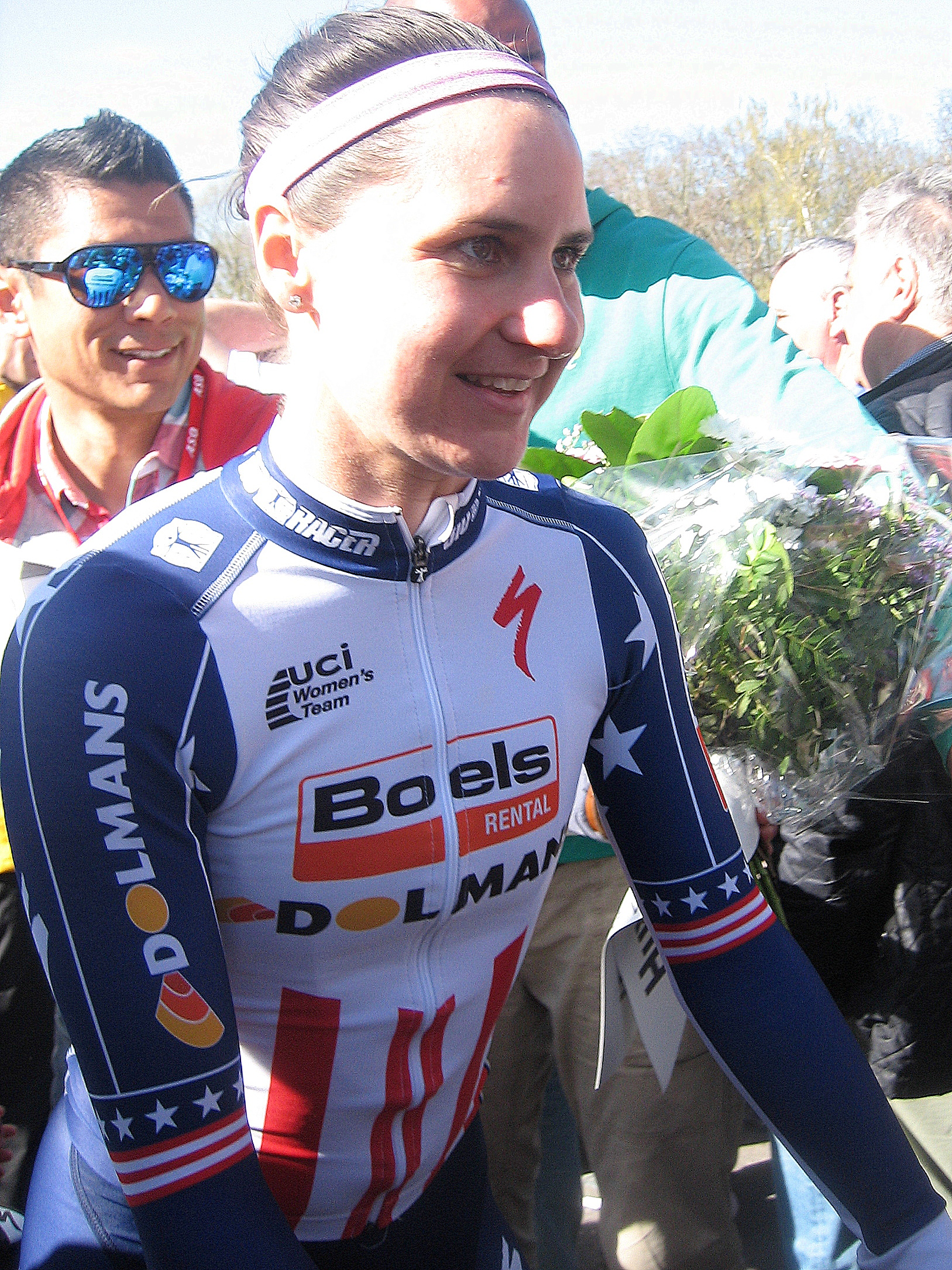
Guarnier con el maillot de campeona.

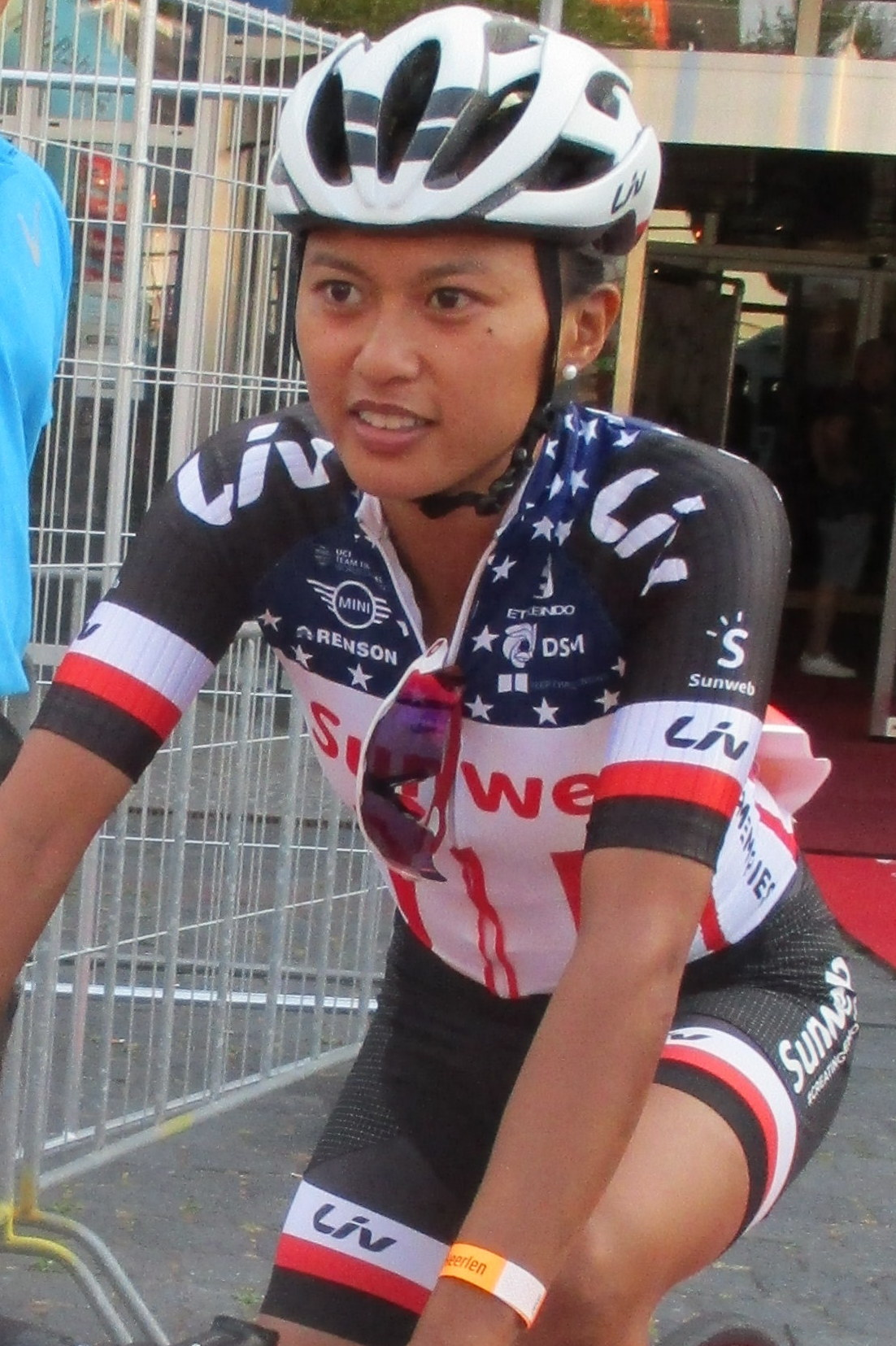
Rivera con el maillot de campeona.

| Año       | Ganadora                 | Segunda             | Tercera                |
| --------- | ------------------------ | ------------------- | ---------------------- |
| 1953      | Nancy Neiman             |                     |                        |
| 1954      | Nancy Neiman             |                     |                        |
| 1955      | No celebrado             | No celebrado        | No celebrado           |
| 1956      | Nancy Neiman             |                     |                        |
| 1957      | Nancy Neiman             |                     |                        |
| 1958-1965 | No celebrado             | No celebrado        | No celebrado           |
| 1966      | Audrey McElmury          |                     |                        |
| 1967      | Nancy Burghart           |                     |                        |
| 1968      | Nancy Burghart           |                     |                        |
| 1969      | Nancy Burghart           | Donna Tobias        |                        |
| 1970      | Audrey McElmury          |                     |                        |
| 1971      | Mary-Jane Reoch          |                     |                        |
| 1972      | Debbie Bradley           |                     |                        |
| 1973      | Eileen Brennan           |                     |                        |
| 1974      | Jane Robinson            |                     |                        |
| 1975      | Linda Stein              | Mary Jane Miji      | Carole Brennan         |
| 1976      | Connie Carpenter-Phinney | Mary Jane Miji      | Susan Gurney           |
| 1977      | Connie Carpenter-Phinney | Jane Buyny          | Barbara Hintzen        |
| 1978      | Barbara Hintzen          |                     |                        |
| 1979      | Connie Carpenter-Phinney | Beth Heiden         | Mary Jane Miji         |
| 1980      | Beth Heiden              | Heid Hopkins        | Mary Jane Miji         |
| 1981      | Connie Carpenter-Phinney |                     |                        |
| 1982      | Sue Novara-Reber         |                     |                        |
| 1983      | Rebecca Twigg            | Janelle Parks       | Cindy Olavarri         |
| 1984      | Rebecca Daughton         |                     |                        |
| 1985      | Rebecca Daughton         |                     |                        |
| 1986      | Katrin Tobin             |                     |                        |
| 1987      | Janelle Parks            |                     |                        |
| 1988      | Inga Thompson            |                     |                        |
| 1989      | Juliana Furtado          |                     |                        |
| 1990      | Ruthie Matthes           | Marion Clignet      | Karen Livingston-Bliss |
| 1991      | Inga Thompson            | Maureen Manley      | Ruthie Matthes         |
| 1992      | Jeanne Golay             | Inga Thompson       | Linda Brenneman        |
| 1993      | Inga Thompson            | Karen Kurreck       | Alison Dunlap          |
| 1994      | Jeanne Golay             | Dede Demet-Barry    | Carmen Richardson      |
| 1995      | Jeanne Golay             | Laura Charameda     | Julie Young            |
| 1996      | Dede Demet-Barry         | Heather Albert      | Alison Dunlap          |
| 1997      | Louisa Jenkins           | Mari Holden         | Dede Demet-Barry       |
| 1998      | Pamela Schuster          | Kendra Wenzel       | Dede Demet-Barry       |
| 1999      | Mari Holden              | Julie Young         | Kendra Wenzel          |
| 2000      | Nicole Freedman          | Pamela Schuster     | Mina Pizzini           |
| 2001      | Kimberly Baldwin         | Amber Neben         | Suzanne Sonye          |
| 2002      | Jessica Phillips         | Amber Neben         | Tina Mayolo-Pic        |
| 2003      | Amber Neben              | Kristin Armstrong   | Kimberly Baldwin       |
| 2004      | Kristin Armstrong        | Christine Thornburn | Tina Mayolo-Pic        |
| 2005      | Katheryn Curi-Mattis     | Lynn Gaggioli       | Tina Mayolo-Pic        |
| 2006      | Kristin Armstrong        | Christine Thornburn | Amber Neben            |
| 2007      | Mara Abbott              | Kristin Armstrong   | Amber Neben            |
| 2008      | Brooke Miller            | Tina Mayolo-Pic     | Katharine Carroll      |
| 2009      | Meredith Miller          | Christina Ruiter    | Kristen Lasasso        |
| 2010      | Mara Abbott              | Shelley Evans       | Carmen Small           |
| 2011      | Robin Farina             | Andrea Dvorak       | Amanda Miller          |
| 2012      | Megan Guarnier           | Lauren Hall         | Carmen Small           |
| 2013      | Jade Wilcoxson           | Lauren Hall         | Alison Powers          |
| 2014      | Alison Powers            | Megan Guarnier      | Evelyn Stevens         |
| 2015      | Megan Guarnier           | Coryn Rivera        | Tayler Wiles           |
| 2016      | Megan Guarnier           | Coryn Rivera        | Mandy Heintz           |
| 2017      | Amber Neben              | Coryn Rivera        | Ruth Winder            |
| 2018      | Coryn Rivera             | Megan Guarnier      | Emma White             |
| 2019      | Ruth Winder              | Coryn Rivera        | Emma White             |
| 2020      | No celebrado             | No celebrado        | No celebrado           |
| 2021      | Lauren Stephens          | Coryn Rivera        | Veronica Ewers         |
| 2022      | Emma Langley             | Lauren De Crescenzo | Lauren Stephens        |
| 2023      | Chloé Dygert             | Coryn Labecki       | Skylar Schneider       |
| 2024      | Kristen Faulkner         | Ruth Edwards        | Coryn Labecki          |
| 2025      | Kristen Faulkner         | Lauren Stephens     | Katherine Sarkisov     |

## Estadísticas

### Más victorias
| Ciclista        | Victorias | Años                    |
| --------------- | --------- | ----------------------- |
| Fred Rodríguez  | 4         | 2000, 2001, 2004 y 2013 |
| George Hincapie | 3         | 1998, 2006 y 2009       |
| Bart Bowen      | 2         | 1992 y 1997             |
| Matthew Busche  | 2         | 2011 y 2015             |

| Ciclista                 | Victorias | Años                    |
| ------------------------ | --------- | ----------------------- |
| Nancy Neiman             | 4         | 1953, 1954, 1956 y 1957 |
| Connie Carpenter-Phinney | 4         | 1976, 1977, 1979 y 1981 |
| Nancy Burghart           | 3         | 1967, 1968 y 1969       |
| Inga Thompson            | 3         | 1988, 1991 y 1993       |
| Jeanne Golay             | 3         | 1992, 1994 y 1995       |
| Megan Guarnier           | 3         | 2012, 2015 y 2016       |
| Audrey McElmury          | 2         | 1966 y 1970             |
| Rebecca Daughton         | 2         | 1984 y 1985             |
| Kristin Armstrong        | 2         | 2004 y 2006             |
| Mara Abbott              | 2         | 2007 y 2008             |